# لودون، نورفک
longitudeلودون، نورفکlatitudeلودون، نورفک
لودون، نورفک (به انگلیسی: Loddon, Norfolk) یک شهرک در بریتانیا است که در انگلستان واقع شده‌است.

## خصوصیات
لودون ۱۱٫۸۳ کیلومترمربع مساحت و ۲٬۵۷۸ نفر جمعیت دارد.